# Higidez
A higidez ou estado hígido é uma característica de alguém ou alguma estrutura normalmente relacionada à boa saúde.

## Etimologia
Do latim Hygēa ou Hygīa, por sua vez do grego antigo Ὑγιεία ou Ὑγεία, Hígia era filha do deus da medicina Asclepius, e personificação da saúde, limpeza e sanidade. A mesma raiz da palavra higiene.

## Odontologia
Em odontologia dentes hígidos se refere a dentes em bom estado de saúde, sem nenhuma patologia no momento, usado geralmente para diferenciar dos dentes com patologias.

## Direito
O termo também é usado no Direito para se referir a atos que encontram-se de acordo com a legislação, tendo sido devidamente formalizados e estando aptos à plena produção de efeitos.